# Sedric Toney
Pour les articles homonymes, voir Toney.
Sedric Toney, né le 13 avril 1962, à Columbus, au Mississippi, est un ancien joueur américain de basket-ball. Il évolue au poste de meneur. 